# 카네기 홀 (영화)
카네기 홀(Carnegie Hall)은 미국에서 제작된 에드가 G. 울머 감독의 1947년 드라마 영화이다. 마샤 헌트 등이 주연으로 출연하였고 윌리엄 레바론 등이 제작에 참여하였다.

## 출연

### 주연
- 마샤 헌트
- 윌리엄 프린스

### 조연
- 프랭크 맥휴
- 마샤 오드리스콜
- 조셉 버로프
- 릴리 폰스
- 이지오 핀자
- 해리 제임스
- 버트 프리드
- 클로리스 리치먼
- 에올 갈리

## 제작진
- 제작책임: 사무엘 라이너
- 의상: 맥스 리